# 米切尔图书馆
米切尔图书馆（Mitchell Library）是苏格兰格拉斯哥的一个大型公共图书馆，位于查令十字区北街。它最初设于英格拉姆街（Ingram Street），使用帝国烟草公司的创始人之一斯蒂芬·米切尔（Stephen Mitchell）的遗产，创建于1877年。
米切尔图书馆的藏书达到1,213,000册。1906年，威廉B.惠蒂赢得了建筑竞赛，他设计了这座爱德华巴洛克建筑，拥有独特的青铜圆顶。该建筑被列为B类登录建筑加以保护。建筑顶部托马斯·克莱普顿的青铜雕像题为“文学”，于1911年揭幕。
但是，图书馆的绝大部分收藏位于建于1972年和1980年之间的扩建大楼。它位于旧楼的西侧，建在在1962年被火焚毁的著名的古典建筑“圣安德鲁大厅”（St Andrew's Halls）的原址上。

米切尔图书馆
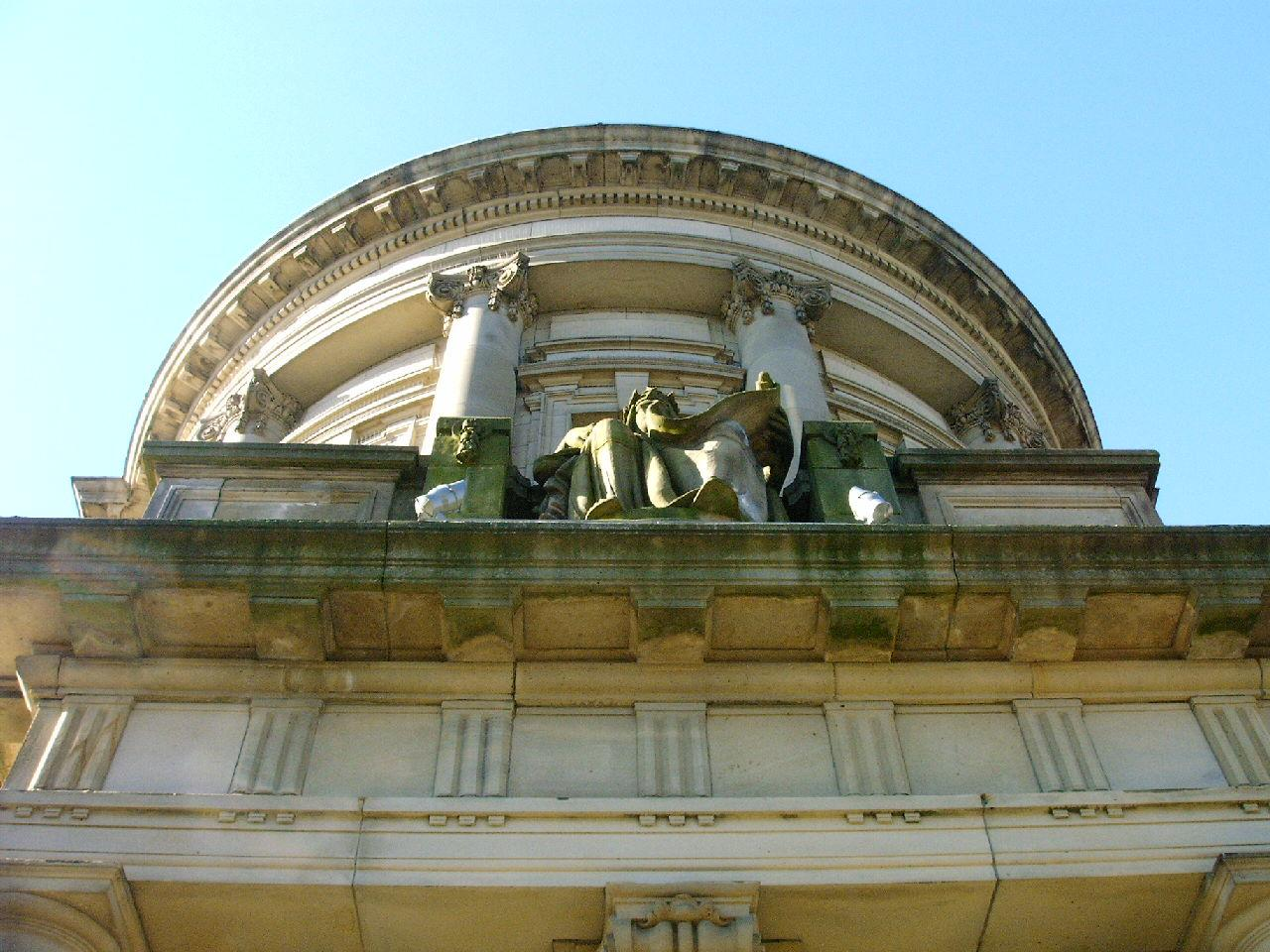
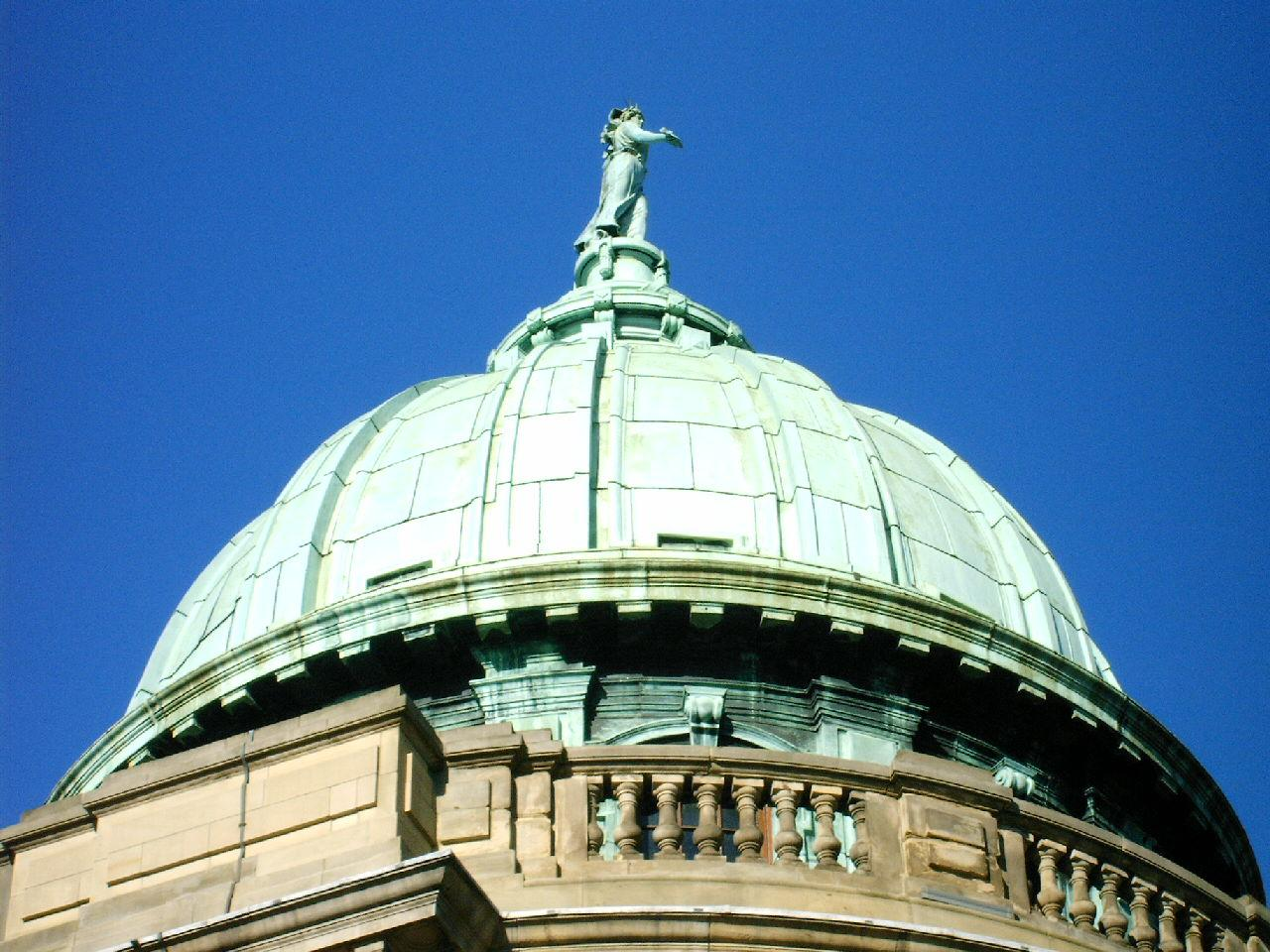
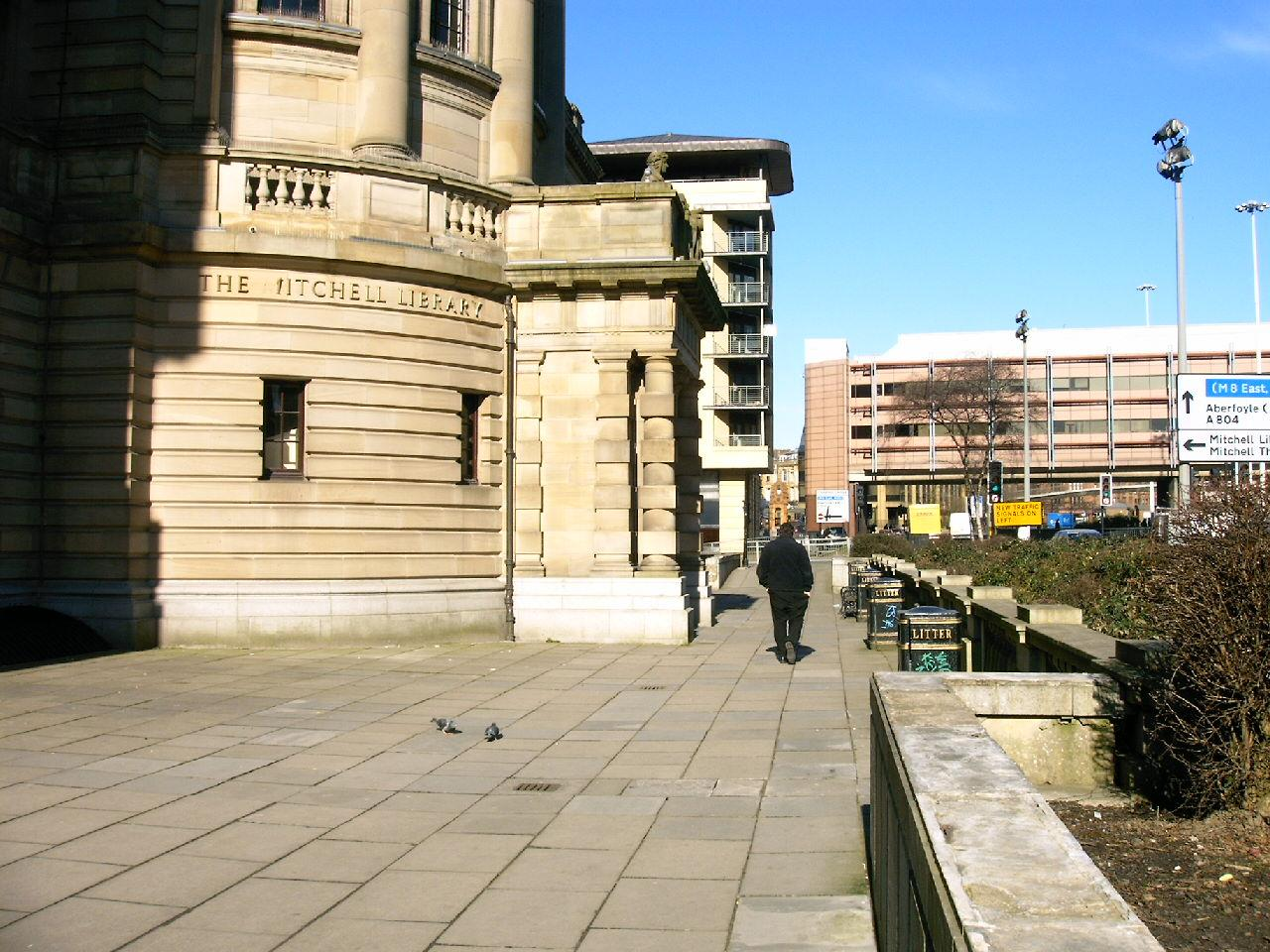